# Turkmenistan Cup 2024
Der Turkmenistan Cup 2024 war die 31. Saison eines Ko-Fußballwettbewerbs in Turkmenistan. Das Turnier wurde vom turkmenischen Fußballverband organisiert. An dem Wettbewerb nahmen acht Mannschaften teil. Der Wettbewerb begann mit dem Viertelfinale am 20. August 2024 und endete mit dem Finale am 23. Dezember 2024. Titelverteidiger war Arkadag FK.

## Termine
| Runde         | Datum                                                             |
| ------------- | ----------------------------------------------------------------- |
| Viertelfinale | 20./21. August 2024 (Hinspiele) 8./9. September 2024 (Rückspiele) |
| Halbfinale    | 12./13. Dezember 2024 (Hinspiele) 20. Dezember 2024 (Rückspiele)  |
| Finale        | 23. Dezember 2024                                                 |

## Viertelfinale
Die Hinspiele fanden am 20./21. August 2024, die Rückspiele am fanden am 8./9. September 2024 statt.
|               | Gesamt |                  | Hinspiel | Rückspiel             |
| ------------- | ------ | ---------------- | -------- | --------------------- |
| Arkadag FK    | 6:1    | Şagadam FK       | 3:0      | 3:1                   |
| Altyn Asyr FK | 5:3    | Merw FK          | 3:1      | 2:2                   |
| Nebitçi FT    | 2:2    | FC Aşgabat       | 1:2      | 1:0 n. V. (5:6 i. E.) |
| Ahal FK       | 5:4    | Köpetdag Aşgabat | 2:1      | 3:3 n. V.             |

## Halbfinale
Die Hinspiele fanden am 12./13. Dezember 2024, die Rückspiele am fanden am 20. Dezember 2024 statt.
|            | Gesamt |               | Hinspiel | Rückspiel |
| ---------- | ------ | ------------- | -------- | --------- |
| Nebitçi FT | 4:12   | Arkadag FK    | 2:7      | 2:5       |
| Ahal FK    | 6:0    | Altyn Asyr FK | 3:0      | 3:0       |

Altyn Asyr FK trat nicht zu den Spielen an. Die Spiele wurden mit 3:0 für den Ahal FK gewertet.

## Finale
| Datum             |            | Ergebnis |         |
| ----------------- | ---------- | -------- | ------- |
| 23. Dezember 2024 | Arkadag FK | 1:0      | Ahal FK |